# Фицджеральд, Джеральд, 14-й граф Килдэр
Джеральд Фицджеральд (англ. Gerald FitzGerald, 14th Earl of Kildare, умер 11 февраля 1612 года) — ирландский аристократ, 14-й граф Килдэр (1599—1612), а также лорд Оффали, барон Оффали, пэр Ирландии.

## Биография
Лорд Джеральд Фицджеральд был сыном Эдварда Фицджеральда, младшего сына Джеральда Фицджеральда, 9-го графа Килдэра, и его второй жены Элизабет Грей. Его мать Агнес Ли была дочерью сэра Джона Ли Стоквэлла из графства Суррей, который был сводным братом Екатерины Говард, пятой жены короля Англии Генриха VIII Тюдора.
Лорд Джеральд Фицджеральд был посвящен в рыцари в 1599 году. В том же году после смерти гибели своего двоюродного брата Уильяма Фицджеральда, 13-го графа Килдэра, не оставившего после себя потомства, Джеральд унаследовали титулы графа Килдэра, лорда Оффали и барона Оффали. Занимал должности губернатора Оффали в 1600 году и комиссара Коннахта в 1604 году.
В последние десятилетия своей жизни он имел много проблем в связи с судебным иском его кузины Летиции и её мужа Роберта Дигби. Летиция (ок. 1580—1658) — единственный ребенок в семье Джеральда, лорда Оффали (1559—1580), старшего сына Джеральда Фицджеральда, 11-го графа Килдэра, и его жены Мейбл Браун. Летиция рассчитывала унаследовать значительную часть имущества своего деда, но незадолго до его смерти в 1585 году она была лишена своей части наследства. В 1602 году она подала в суд на графа Килдэра, ссылаясь на свою бабку и утверждая, что графиня Мейбл подделала или обманным путем изменила завещание и что граф Килдэр в результате этого незаконно захватил её собственность. Джеральд Фицджеральд, 14-й граф Килдэр, подал встречный иск, утверждая, весьма неправдоподобно, что это все преступный сговор Мейбл и Летиции, чтобы лишить его владений. Инцидент, ставший достаточно известным, тянулся в течение многих лет, имел много слушаний в судах в Лондоне и Дублине. Граф Килдэр жаловался на безобразия, которые были совершены в отношении его личности и разграбление его имущества и имений, но не смог довести дело до ума. Судебный процесс продолжался даже после смерти самого графа Килдэра и вдовствующей графини Мэйбл.

## Семья
Джеральд Фицджеральд женился на Элизабет Ньюджент, дочери Кристофера Ньюджента, 5-го барона Делвина (ок. 1544—1602), и леди Мэри Фицджеральд (ум. 1610), дочери 11-го графа Килдэра. У супругов был единственный сын:
- Джеральд Фицджеральд, 15-й граф Килдэр (26 декабря 1611 — 11 ноября 1620), преемник отца.

## Смерть
Джеральд Фицджеральд внезапно скончался в замке Мейнут в феврале 1612 года после жалоб на " боль в животе ". Его титулы, замки и поместья унаследовал его малолетний сын Джеральд.